# Chemie im Altertum

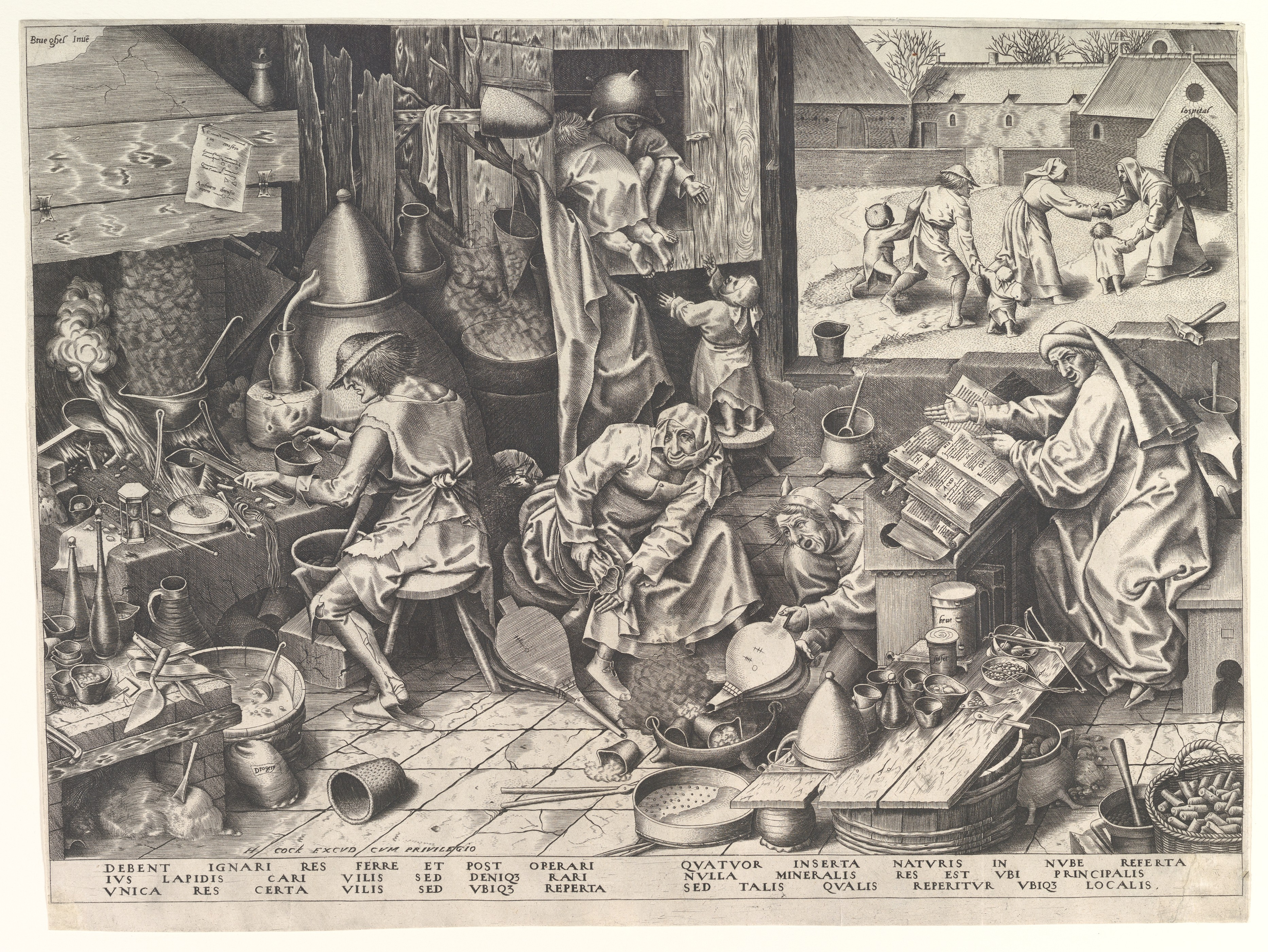
Gravur von Pieter Brueghel dem Älteren: Der Alchemist

Die Chemie im Altertum existierte in Form praktischer Probierkunst (als angewandtes Wissen über chemische Fertigkeiten und Techniken) einerseits sowie als naturphilosophisches Gedanken- und Theoriengebäude mit zunehmend alchemistischer Prägung („Geheimwissen“ Alchemie) andererseits. Vereinigt wurden Theorie und Praxis erst mit Beginn der Neuzeit, als Beides auf die Grundlage naturwissenschaftlichen Arbeitens gestellt wurde.

## Antike Fertigkeiten und Probierkünste

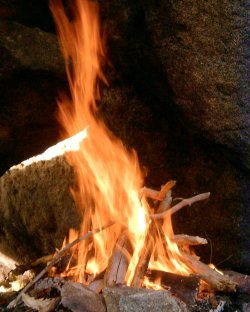
Lagerfeuer

Niemand kann sagen, wann die Urmenschen begannen, sich Gedanken zu machen über die Stoffe, ihre Eigenschaften und Umwandlungen, die wir chemische Reaktionen nennen. „Die frühesten Hinweise auf den kontrollierten Gebrauch von Feuer stammen aus Koobi Fora in Ost-Turkana vor 1,5 Millionen Jahren.“
In der Antike waren den höheren Kulturen viele chemische Prozesse bekannt, – die meisten Prozesse und Reaktionen wurden mit Hilfe des Feuers durchgeführt und wurden nach ihrer Entdeckung sehr bald Bestandteil der jeweiligen Kulturen:

### Steinzeit
In der Steinzeit (vor 2000 v. Chr.) wurden entdeckt:
- Die Erzeugung von Reibfeuer (zum Heizen und Beleuchten)
- Die Töpferei (Tonbrennerei)
- Das Kochen, Trocknen und Konservieren von Speisen durch Kochen / Eindicken
- Die Fett-, Talg- und Ölgewinnung aus Lebensmitteln (zum Beispiel zum Betreiben von Öllampen).
- Die pyrolytische Umsetzung von Birkenrinde, um Birkenpech zu gewinnen.
- Ferner waren die Metalle Gold, Silber und Kupfer bekannt, da sie gediegen in der Natur zu finden waren, ebenso Eisen (aus Eisenmeteoriten), das jedoch noch nicht bearbeitet werden konnte.

### Bronzezeit
In der Bronzezeit (um 1900 v. Chr. – 650 v. Chr.) wurden mit Hilfe des Feuers entdeckt:
- Die Bronzeherstellung (aus Kupfer- und Zinnerzen) inkl. Kupfererzröstung (Oxidation sulfidischer Erze, Beispiel: 2 CuS + 3 O2 → 2 CuO + 2 SO2)
- Die Köhlerei (Holzkohleherstellung; Holzkohle als Brennstoff und Reduktionsmittel für die Kupfer- und Bronzeherstellung zum Beispiel aus Kupfercarbonat (CuCO3), aber auch CuO, CuS und SnS2 ; hierbei wurde auch entdeckt, dass Blasebälge helfen, die Hitze des Feuers zu erhöhen),
- Das Kalkbrennen (CaCO3 → CaO + CO2; Kalklöschen: CaO + H2O → Ca(OH)2, der gelöschte Kalk erhärtet dann unter Einwirkung von Kohlendioxid aus der Luft zum Produkt Calciumcarbonat).

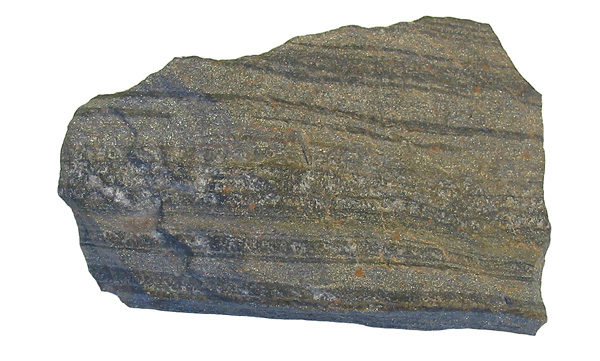
Eisenerz (Bändererz)

### Eisenzeit
Die Eisenzeit (ab um 1000 v. Chr.) begann mit der Entdeckung, dass auch Eisenerze sich im Holzkohlefeuer mit Blasebalg zu Metall reduzieren lassen (schmiedbares kohlenstoffhaltiges Eisen). Die Entdeckung des wesentlich härteren Eisens brachte den entsprechenden Kulturen große militärische Vorteile (Ägypter, Philister, Mesopotamier, später Perser, Griechen und Römer). Ferner entdeckten verschiedene Völker:
- die Glasherstellung (ab um 1500 v. Chr. aus ausgelaugter Pflanzenasche + gebranntem Weinstein)
- die Erzröstung (zum Beispiel von Zinnober, HgS, – so dass sich aus dem Quecksilberoxid Quecksilber herstellen ließ, und hieraus viele Amalgame),
- die Fettverseifung (aus Soda- und Pottaschelösung sowie Fetten und Ölen),
- die Leim-, Farben- und Ölherstellung (inkl. Terpentinöl-Destillation).

### Praktische Fertigkeiten und chemische Kenntnisse der Antike
Von den in Kälte ablaufenden chemischen Prozessen waren bis zur Eisenzeit bekannt:
- die alkoholische Gärung (Bier, Wein, Milch, Stärke, Papier),
- die Ledergerberei (mit Kochsalz, Alaun, Kupfervitriol, Kalkmilch, Harn, Eisenrot, Essig, Eisen(II)-sulfat, Soda und mit dem aus faulendem Urin gewonnenen „Salmiakgeist“ = Ammoniaklösung),
- das Mineralbeizen (zur Herstellung mineralischer Pigmente wie zum Beispiel von Kupferblau aus Kupferoxid, Sand und Soda – was blaue Kupfersilikate ergab – , aber auch von Bleiweiß, Eisenrot, Realgar, Auripigment, Mennige, Zinnober und Grünspan, – Bindemittel: Öle und Harze (Lacke) – , aber auch für diverse Kosmetika wie Schminke (braun: Braunstein/Mangan-IV-oxid / rot: Zinnober, HgS / schwarz: Kupferoxid, CuO und Bleisulfid, PbS, sowie Antimonschwarz, Sb2S3 , oder in grün: Grünspan),
- die Extraktion (mit Olivenöl, zum Beispiel Parfüm aus Blüten),
- die Gewinnung von Purpur
- die Gewinnung von Indigo
- die Salzgewinnung (aus Meerwasser, durch Verdunstung; zur Lebensmittelkonservierung und -eindickung) und
- Giftstoffe (neben pflanzlichen und tierischen Giften Kupfervitriol als Brechmittel, aber auch Schwefeldioxid als Bakterizid zum Ausräuchern von Weinfässern mit Schwefel, sowie Schwefelwasserstoff (aus Schwefel, Öl und Pech erzeugt) und Arsenoxid (aus brennendem Arsen oder Arsensulfid) als Insektizid zum Entseuchen von zum Beispiel Getreidevorräten).

So lernten antike Forscher mit Hilfe der oben aufgezählten Prozesse und Produkte chem. Verfahren wie das Rösten, Schmelzen, Auskochen, Seihen, Filtrieren, Klären, Trocknen, Destillieren, Kristallisieren und Zementieren – Letzteres zum Beispiel zur Trennung von Silber und Gold – sowie die Herstellung von Falschgold (Kupfer wurde mit einem Goldamalgam überzogen und das Quecksilber 4- bis 5-mal verdampft oder es wurde Zinnoberfirnis auf Silberblech aufgetragen) oder das „Gold-Strecken“ (Beilegieren unedler Metalle zum Gold).

## Antike Theorien über Stoffe und Stoffumwandlungen

### Griechische Naturphilosophie
Griechische Naturphilosophen wie zum Beispiel Anaxagoras (um 500 v. Chr. – 428 v. Chr.) und Sokrates (470–399 v. Chr.) machten sich darüber hinaus Gedanken über die Materie und die Stoffumwandlungsprozesse im Kosmos und schufen so erste Theorien. Aristoteles (384 v. Chr. – 322 v. Chr.) behauptete, es gebe nur stoffliche Urgründe der Dinge – es entstehe weder etwas aus dem Nichts, noch vergehe und verschwinde etwas in das Nichts (Materialität der Welt). Somit suchte man den „Urstoff“, aus dem alle Stoffe durch Umwandlungsprozesse entstehen (nach Anaximenes, um 611 v. Chr. – 545 v. Chr., durch Verdichtung und Verdünnung) – als Ursubstanzen kamen in Betracht: Wasser (nach Meinung des Thales v. Milet, um 600 v. Chr.), Luft (nach Anaximes, 585 v. Chr. – 525 v. Chr.) und Feuer (nach Heraklit, um 520 v. Chr. – um 460 v. Chr., und Hippasos von Metapont, um 500 v. Chr.). Nach Empedokles (um 495 v. Chr. – 435 v. Chr.) gab es „vier ewige Elemente“ – Feuer, Wasser, Luft und Erde –, aus denen alle Materie be- bzw. entsteht.
Der Feuerstoff „Phlogiston“ bestand nach Meinung von Xenophanes (Ende 6. Jahrhundert v. Chr.) aus Feuerteilchen, die in der Luft schweben. Nach Leukippos (500 v. Chr. – 440 v. Chr.) und Demokrit (460 v. Chr. – 370 v. Chr.) bestanden alle vier Elemente (Feuer, Erde, Wasser, Luft) aus kleinsten, unteilbaren „Splittern“ oder Teilchen (griechisch: „atomos“, unteilbar) von unterschiedlicher Größe und Gestalt, die sich zu anderen Stoffen kombinieren.
Im Gegensatz zu Aristoteles (384 v. Chr. – 322 v. Chr.; „Es gibt nur stoffliche Urgründe der Dinge“ – Materialität der Welt) dachte Plato(n) (427 v. Chr. – 347 v. Chr.), es gebe im Kosmos den „Geist“ als nicht materielle, gestaltende Kraft über der Materie, unvergänglich und wesentlich. Plato übernahm Demokrits „Atomistik“. Für ihn waren die Atome tetraedrisch (im Element Feuer), kubisch (Erde), oktaedrisch (Luft) und ikosaedrisch (Wasser). Aristoteles spekulierte: „Durch die Einwirkung der Form verändert sich die Substanz oder gewinnt ihre Gestalt – wie der Stein durch die Tätigkeit des Bildhauers.“ Er vermutete, der allererste Formgeber und Beweger sei Gott gewesen. Ein Stoff wie Rost bzw. geröstetes Eisenerz (Eisen-III-oxid), das im Feuer zu Eisen geschmolzen werden konnte, aber an Luft und Wasser wieder rostete, war für Aristoteles eine „Mischung“ aus Feuer-, Erd-, Luft- und Wasserteilchen, ein Kontinuum, in der die kleinsten Teilchen ihre alten Eigenschaften aufgegeben (verloren) haben (während wir heute ja wissen, dass im Eisenoxid Eisen- und Sauerstoffatome mit unveränderten Eigenschaften und in bestimmten, diskontinuierlichen Zahlenverhältnissen gebunden sind). Als Element bezeichnete Aristoteles einen unzertrennbaren Urstoff, in dem alle Gegensätze zugrunde liegen:
- Erde – kalt und trocken
- Feuer – warm und trocken
- Luft – warm und feucht
- Wasser – kalt und feucht.

Metalle waren für ihn zum Beispiel Mischungen des Elementes Erde (kalt, trocken) mit einem höheren Anteil an Wasser (feucht und kalt) als die Mischsubstanz „Stein“. In Gestein hingegen waren die Atome fest miteinander verbunden, während Luft für ihn eine Substanz war, in der es viel leeren Raum zwischen den beweglichen Luftatomen geben musste (denn, so hatte schon Demokrit festgestellt: Ein Pfeil kann Luft mühelos durchdringen, prallt aber an Gestein ab).

### Altchinesische Naturphilosophen und Alchimisten
Neben den Spekulationen griechischer Naturphilosophen über „kosmos“ (die Weltordnung), „to apeiron“ (das In-Definite, Unendliche), „atomos“ (das Unteilbare) und „theos“ (Gott, das Göttliche) waren im Mittelalter die arabischen Alchimisten Quelle von Erkenntnissen europäischer „Goldmacher“, Forscher und Gelehrter. Die Araber aber hatten viele ihrer alchimistischen Kenntnisse von den Chinesen, die über das „Dao“ (den richtigen Weg, die Welt- oder Naturordnung) und „Xian“ (die Unsterblichen) nachgedacht hatten.

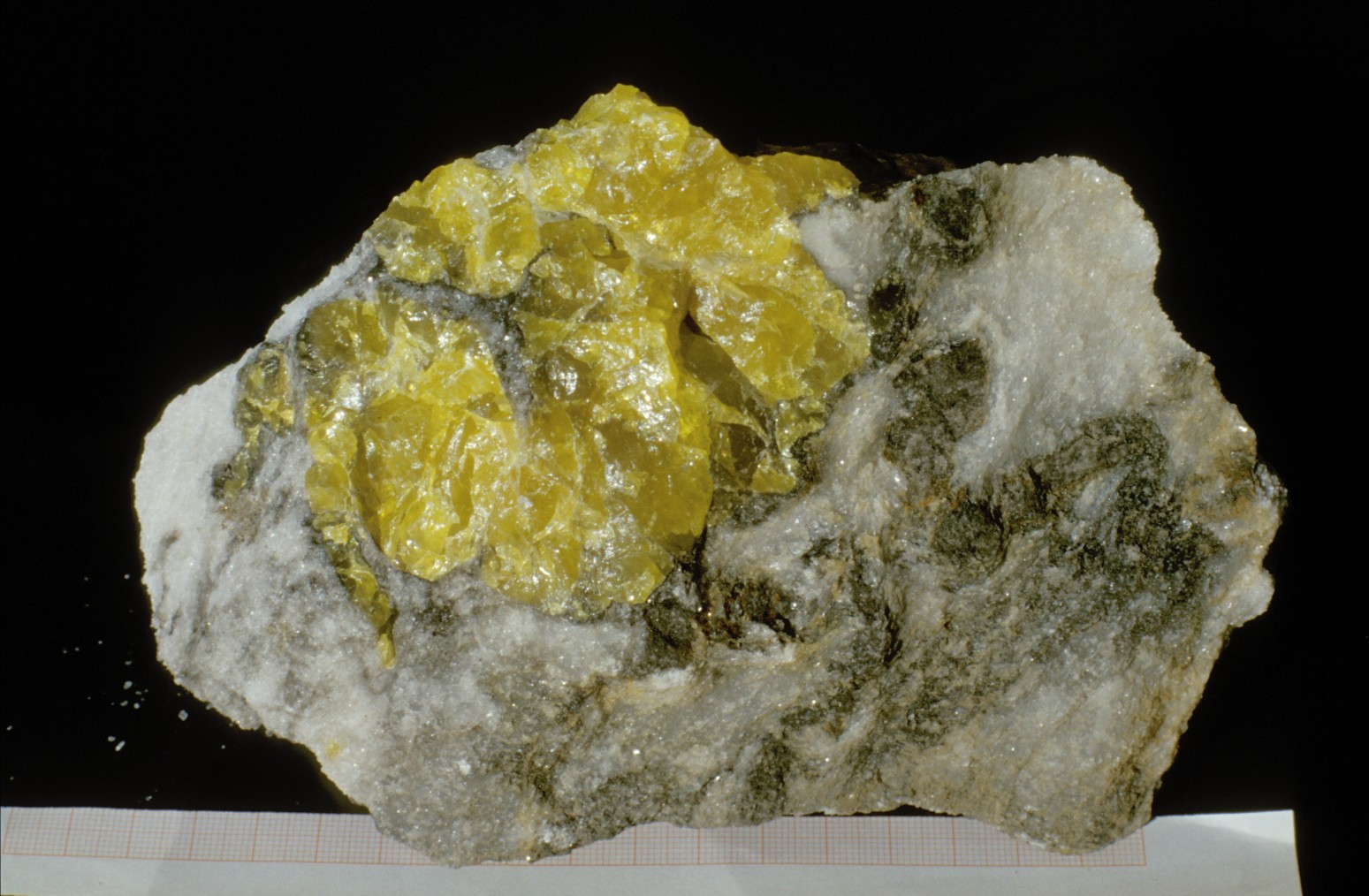
Schwefel in Gips aus der Gipsgrube Weenzen

Schon in der Antike, bei Wei Boyang (2. Jahrhundert) und Ge Hong (283–343), gab es – aus dem Bestreben heraus, sich mit dem ewigen Dao in Einklang zu bringen – das Bestreben, zinnoberhaltige Unsterblichkeitselixiere durch die Vereinigung des männlichen Prinzips Yang (in Beziehung zum Schwefel) und des weiblichen Prinzips Yin (Quecksilber) zu gewinnen: von Anfang an galt hier „Metall“ als ein „Element“.
Über Wei Boyang wird erzählt, er habe mit drei Schülern ein Lebens-Elixier hergestellt und es an einem Hund getestet. Dieser fiel sofort tot um. Fragend wandte sich Wei Boyang an seine Schüler. Diese fragten: „Meister, würdest Du es wagen, das Elixier selbst zu Dir zu nehmen?“ Darauf er: „Ich verließ die Wege der Welt, Familie und Freunde, um in die Berge zu gehen; ich wäre beschämt zurückzukehren, ohne das Tao der Unsterblichkeit gefunden zu haben. Am Elixier zu sterben wäre nicht schlimmer, als ohne das Tao zu leben. Ich muss es nehmen.“ Und er nahm es zu sich und starb, einer seiner Schüler ebenso. Die beiden Anderen aber verließen die Berge, um Särge zu kaufen. Nachdem sie gegangen waren, erwachten der Meister, sein Schüler und ihr Hund wieder und zogen sich weiter in die Berge zurück, um dort den Weg des Unsterblichen zu wandeln. Als seine beiden Schüler darüber von einem Holzfäller hörten, waren sie tief beschämt.
Ähnlich sucht auch der zum Daoismus bekehrte Ge Hong nach der Xian-schaft (Unsterblichkeit), an die die rationalen Konfuzianer nicht glauben. Die Araber und nach ihnen die europäischen Alchimisten aber glaubten Ge Hong, denn er argumentierte chemisch und religiös: Wenn Taube kein Organ für den Donner haben und Blinde für die Sonne, so existieren Sonne und Donner trotzdem. Sollten also Unsterblichkeit und Goldherstellung allein deshalb unmöglich sein, weil sie bisher niemandem gelungen sind? Unwissende werden ja auch nicht glauben, dass Mennige (Pb3O4) und Bleiweiß (PbCO3) beides Transformationsprodukte des Bleis sind oder dass man aus Asche Glas machen kann!
So glaubte er, das Elixier wirke nur, wenn man einen gewissen Grundstock an guten Werken sowie einen starken Glauben mitbringe. Dann aber wirke in Gold und Zinnober die Xian-schaft, und seine Elixiere enthielten darum Dinge wie Quecksilber, Arsen, Kupfer, Blei, Essig, Wein und Honig und könnten Unempfindlichkeit gegenüber Hitze und Kälte bewirken, Schattenlosigkeit, Unsichtbarkeit, Levitation, Telepathie, Allwissenheit, Langlebigkeit für mehrere Jahrhunderte bis hin zur Unsterblichkeit. Zum Erlernen der Alchemie aber empfiehlt er: „Die Wahl des richtigen Lehrers ist wichtiger als hartes Studium!“, er sei wichtiger als die eigenen Eltern, und nur der geeignete Lehrer helfe dem Schüler, dem Tode zu entrinnen. Rezeptbeispiel für künstliches Gold (nach Ge Hong): Zutaten: Zinnober, Quecksilber, Realgar, Ochsengalle, Salz, Kupfersulfat und Holzkohle. Prozedur: Mehrere Wochen Laborarbeit zur Reduktion der Cu- und As-Verbindungen mittels Holzkohle und Salz als Flussmittel, Ergebnis: Eine Kupfer-Arsen-Legierung goldähnlichen Aussehens. Weitere „Falschgold“-Produkte: „Musivgold“ (SnS2), Quecksilberoxid, „pai chhien“ (weißes Blei, eine Cu-Zn-Ni-Legierung), nebenbei entdecktes Produkt: „huo yao“ (die „Feuerdroge“, eine Art Schießpulver).
Die antiken Kenntnisse und Anschauungen altchinesischer Alchimisten gelangten später über den islamischen Raum bis in das mittelalterliche Europa.